# Stockton Challenger 2016
Der Stockton Challenger 2016 war ein Tennisturnier der ITF Women’s Circuit 2016 für Damen und ein Tennisturnier der ATP Challenger Tour 2016 für Herren in Stockton (Kalifornien). Das Herrenturnier fand vom 3. bis 9. Oktober, das Damenturnier vom 10. bis 17. Juli 2016 statt.